# Isabelle Lefèvre
Pour les articles homonymes, voir Lefèvre.
Isabelle Plançon (Lefèvre) est une nageuse française née le 7 janvier 1966 à Troyes.

## Carrière
Sélectionnée en équipe de France 14 ans en 1980 (France-Pologne), puis équipe de France 15 ans (France-Suède), elle intègre l'équipe de France A en 1981.
Elle est deux fois championne de France sur 200 mètres quatre nages (été 1982 et hiver 1983) et deux fois championne de France sur 400 mètres quatre nages (hiver 1982 et hiver 1983). Elle est présélectionnée pour les Jeux olympiques de 1984 à Los Angeles.
Recordwoman de France sur 200 m et 400 m 4 nages, elle est la première nageuse française à descendre sous les 5 minutes (4 min 59 s 69) sur 400 m 4 nages en petit bain (25m).
Elle est vice-championne du monde sur 400 m 4 nages en ASSU.

## Vie privée
Elle est la mère de la volleyeuse Roxane Henrard et du pentathlonien Alexandre Henrard et la fille de Jacky Lefèvre, nageur champion et recordman de France des jeunes et vice-champion du monde militaire.
Elle se marie avec le nageur Gilles Plançon le 5 octobre 2013 à Caen.
Elle monte son entreprise en tant que Maitre-Nageur-Sauveteur (BEESAN) en mars 2021.